# Cuguron
Cuguron ist eine französische Gemeinde mit 164 Einwohnern (Stand 1. Januar 2022) im Département Haute-Garonne in der Region Okzitanien (zuvor Midi-Pyrénées). Die Einwohner werden als Cuguronais bezeichnet.

## Geographie
Umgeben wird Cuguron von den sieben Nachbargemeinden: 
| Villeneuve-Lécussan    | Franquevielle                               |                 |
| Saint-Laurent-de-Neste | Kompassrose, die auf Nachbargemeinden zeigt | Les Tourreilles |
| Saint-Paul             | Mazères-de-Neste                            | Montréjeau      |

## Bevölkerungsentwicklung
| Jahr                      | 1962 | 1968 | 1975 | 1982 | 1990 | 1999 | 2005 | 2010 | 2016 | 2019 |
| ------------------------- | ---- | ---- | ---- | ---- | ---- | ---- | ---- | ---- | ---- | ---- |
| Einwohner                 | 188  | 203  | 179  | 181  | 179  | 176  | 176  | 195  | 187  | 178  |
| Quelle: Cassini und INSEE |      |      |      |      |      |      |      |      |      |      |

## Sehenswürdigkeiten

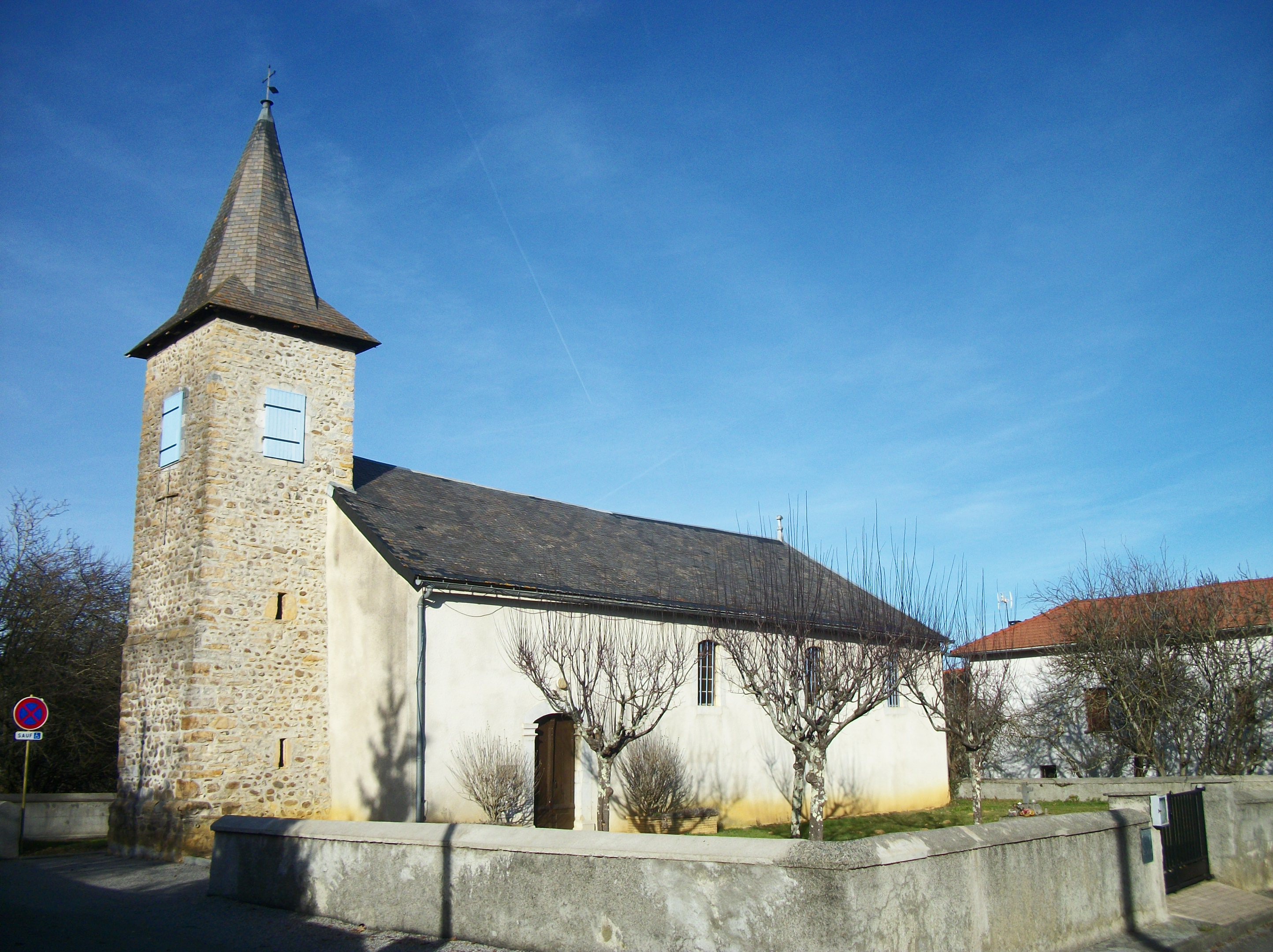
Kirche Ste-Anne

- Kirche Ste-Anne, erbaut im 14. Jahrhundert